# Balzi Rossi
De Balzi Rossi (letterlijk: Rode rotsen) is een rotsformatie met grotten, ook bekend als de grotten van Grimaldi.  De rotsformatie ligt aan de Ligurische kust ten westen van de Italiaanse stad Ventimiglia, vlak bij de Franse grens.
Er zijn een vijftiental grotten en holen die ruim boven zeeniveau gelegen zijn en waarin belangwekkende prehistorische overblijfselen zijn gevonden. De holen bevinden zich in een rotswand van ongeveer 100 meter hoogte, bestaande uit dolomiet. De roodachtige kleur komt tot stand door ijzerhoudende mineralen.
De archeologische vondsten betreffen een twintigtal graven van vroege moderne mensen, waaronder de zogenoemde Grimaldi-mensen, ontdekt van 1872-1901. Er zijn diverse objecten gevonden, waaronder een beeldje (Venus van de Balzi Rossi) en daarnaast een rotstekening die een paard voorstelt. Ook werden dierlijke overblijfselen uit diverse tijdvakken aangetroffen.
In 1898 werd een klein archeologisch museum ingericht door sir Thomas Hanbury. Hier werden een aantal in de grotten gevonden voorwerpen tentoongesteld en werd ook informatie over de site gegeven. In 1994 werd het museum gerenoveerd en nog uitgebreid. Het publiek kan het museum bezoeken en verkrijgt daarmee ook toegang tot een aantal van de holen.

## Menselijke resten
De belangrijkste begrafenissen, allemaal anatomisch moderne mensen, kan men verdelen in een groep uit het Gravettien (dit omvat de kinderen die door Rivière aan het licht zijn gebracht en het vrouwelijke skelet gevonden in de bovenste lagen van de Grot van de Kinderen) en een latere groep uit het late Epigravettien. De lagere horizon zou tot het Moustérien behoren en bevat geen menselijke resten. 
De begrafenissen zijn als volgt: 
- Een enkele begrafenis, ontdekt in 1872 door Émile Rivière in de grot van Caviglione ("Vrouw van Caviglione", voorheen "Man van Menton" genoemd vanwege een foutieve analyse van de vondsten): het is een lang persoon (ongeveer 190 cm) die een hoofdtooi droeg gemaakt van schelpen en hertentanden. Het lichaam was bedekt met rode oker, begraven op de linkerzij, gericht naar het westen, met de handen bij het gezicht en de benen gevouwen
- Een drievoudige begrafenis, in 1873 door Rivière in de Bausu da Ture-grot ontdekt, van een adolescent en twee mannelijke volwassenen met vergelijkbare kenmerken als die van de vorige vondst
- Een dubbele begrafenis, in 1874 ontdekt door Rivière in de Grot van de Kinderen, van twee kinderen begraven op een diepte van 2,7 meter, liggend op hun rug met gebogen benen (vandaar de naam van de grot) met de aanwezigheid van verschillende zeeschelpen in de buurt van de heupen
- Een enkelvoudige begrafenis, in 1884 ontdekt door Louis Jullien, een verzamelaar van oudheden die begon met opgravingen in de Barma Grande, waarbij hij een skelet vond van een volwassen man bedekt met oker. Het skelet werd vernietigd vanwege de weigering van de eigenaar van de grot, Giuseppe Abbo, om de overblijfselen aan het Menton-museum te overhandigen. Jullien vond daarnaast een reeks beeldjes, genaamd paleolithische Venusen, gekenmerkt door de nadruk op geslachtseigenschappen en vruchtbaarheid
- Een drievoudige begrafenis, in 1892 gevonden in de Barma Grande door Giuseppe Abbo. Het betreft een volwassen man, een jonge vrouw en een adolescent die van oost naar west parallel in hetzelfde graf waren geplaatst en samen begraven met een rijke begrafenisuitrusting inclusief zeeschelpen, vuurstenen messen en hertenhoektanden. De datering van de begrafenis is ongeveer 20.000 jaar geleden. De volwassene had een lengte van ongeveer 190 centimeter, zeer ontwikkelde botten in de bovenste ledematen, maar was zwaar getroffen door artrose, een indicatie van grote kracht gecombineerd met intense activiteit.
- Twee enkele begrafenissen, in 1894 door Giuseppe Abbo in de Barma grande ontdekt: één met een volwassen mannelijk skelet gekenmerkt door sterke gebitsslijtage en de andere met de overblijfselen van een volwassene begraven boven een oude haardplaats
- Een dubbele begrafenis, ontdekt in 1901 door kanunnik Léonce de Villeneuve in de Grot van de Kinderen, bestaande uit een oudere vrouw en een schijnbaar "niet-cromagnoïde" adolescent, gerangschikt in hetzelfde graf in een gehurkte positie.

Het is vooral aan deze laatste individuen dat we de definitie van de "mens van Grimaldi" te danken hebben, vanwege de morfologie die oppervlakkig leek op het moderne negroïde menselijke type. Dat was tenminste wat men dacht tot het begin van de jaren 70 van de 20e eeuw, toen zorgvuldiger analyses uitgevoerd door de tandantropoloog Pierre Legoux aantoonden dat het gezichtsprognathisme bij de vrouw te wijten was aan een kauwstoornis, en bij de adolescent was het het gevolg van een foutieve reconstructie, die werd uitgevoerd om de vondst in de categorie van de zogenaamde ‘ontbrekende schakels’ in de evolutionaire keten te laten vallen. In werkelijkheid behoorden deze twee individuen net als alle anderen tot het cro-magnon-type.

## Galerij

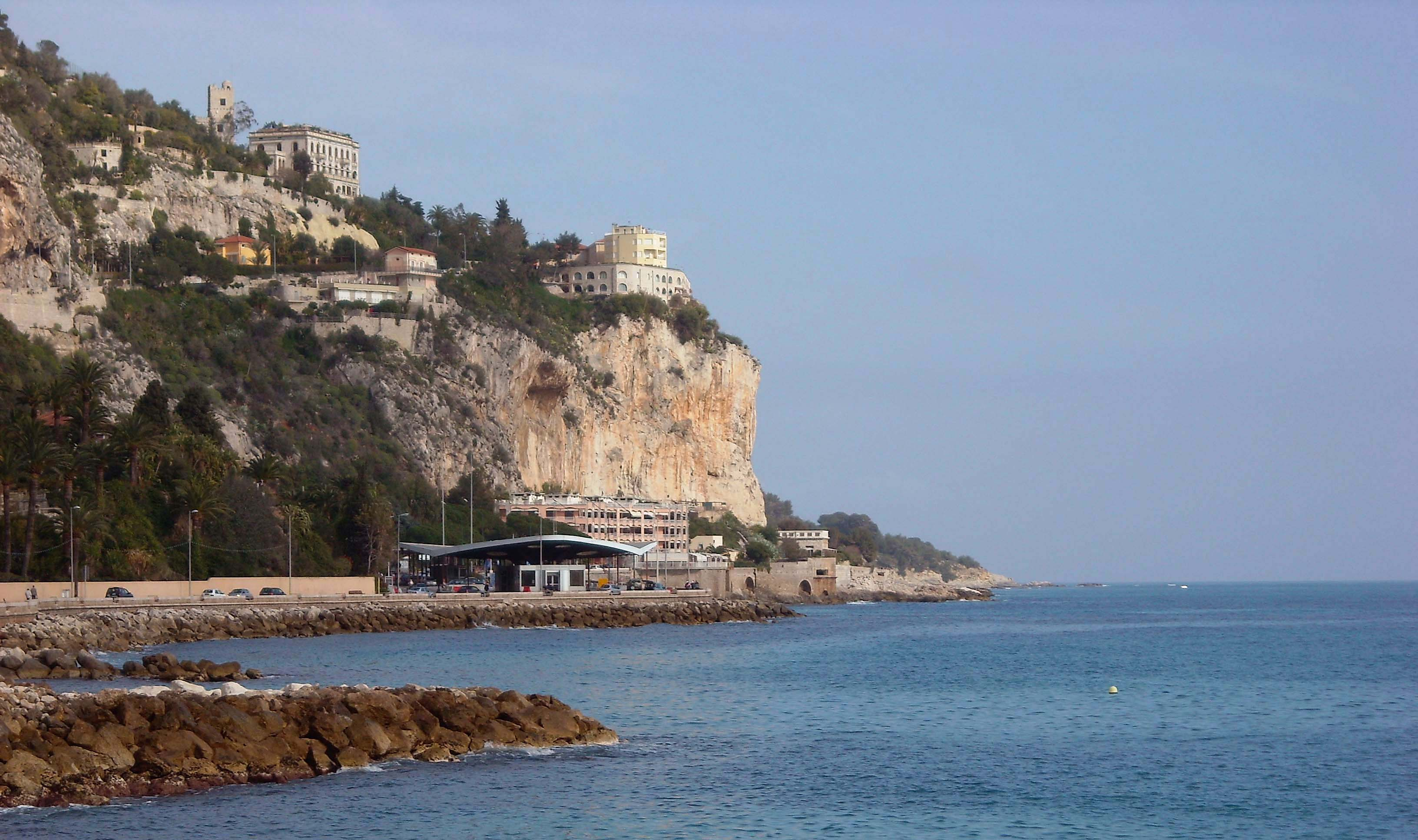
Gezicht vanaf Menton
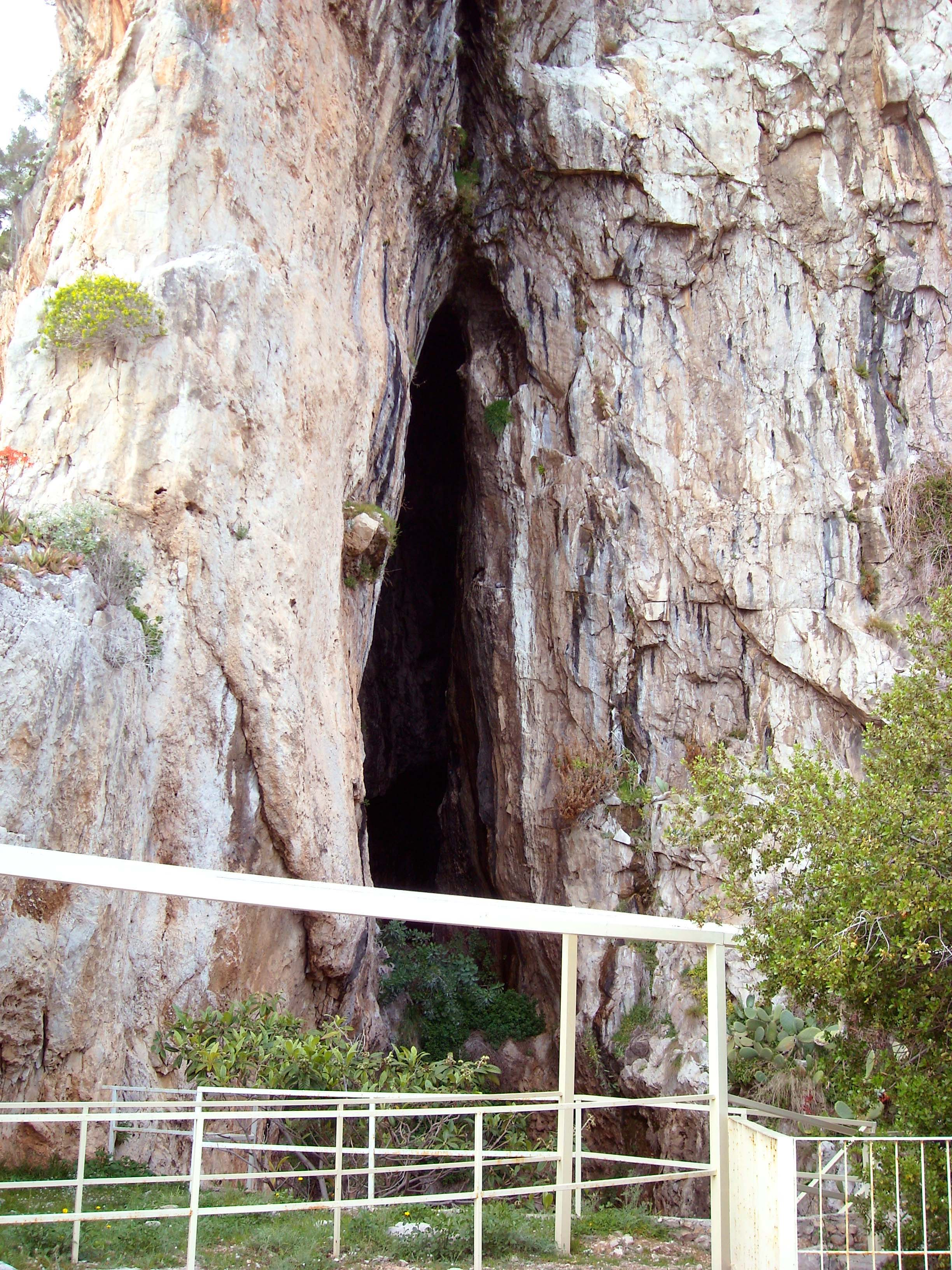
Barma grande.
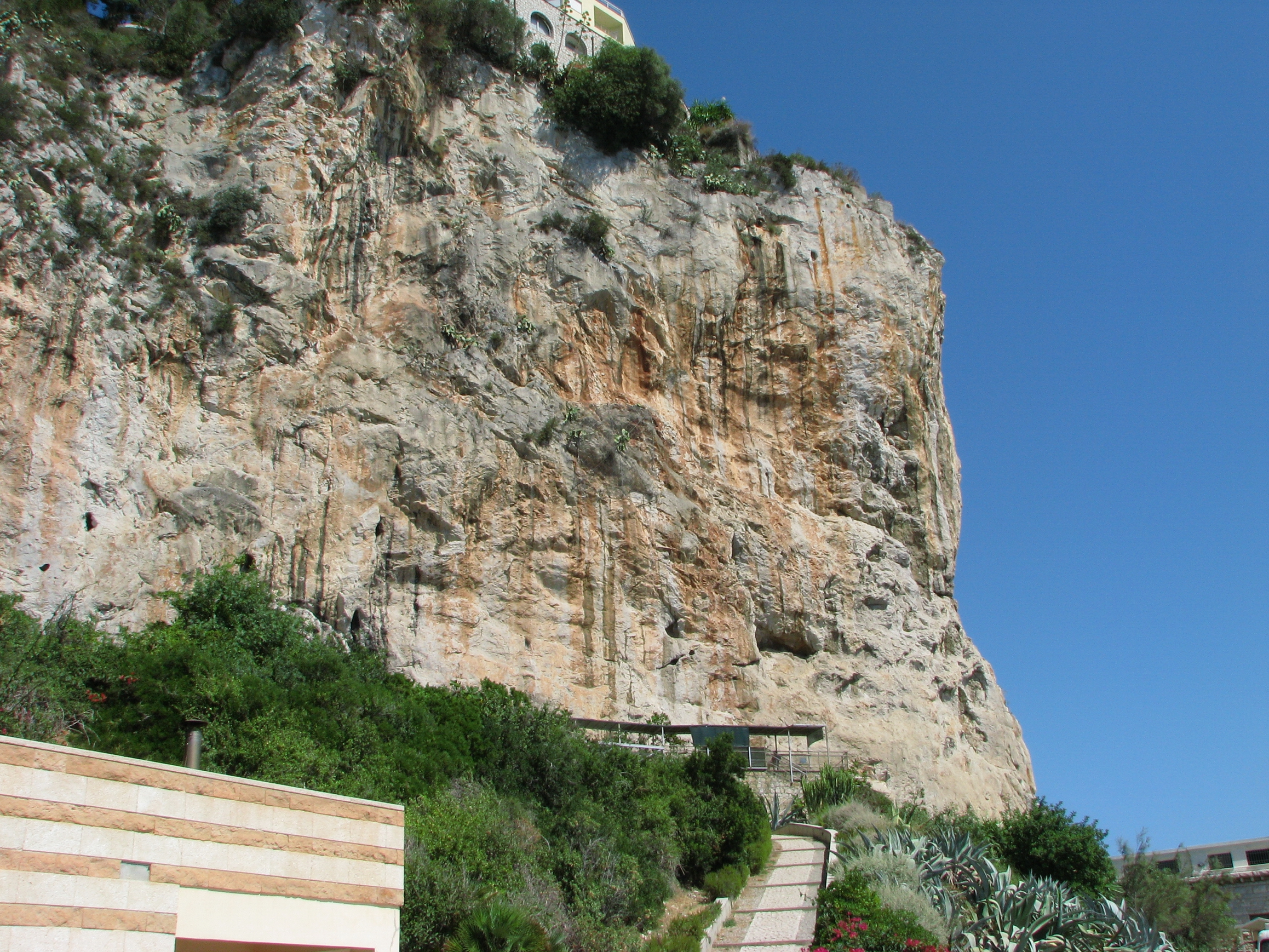
De rotswand
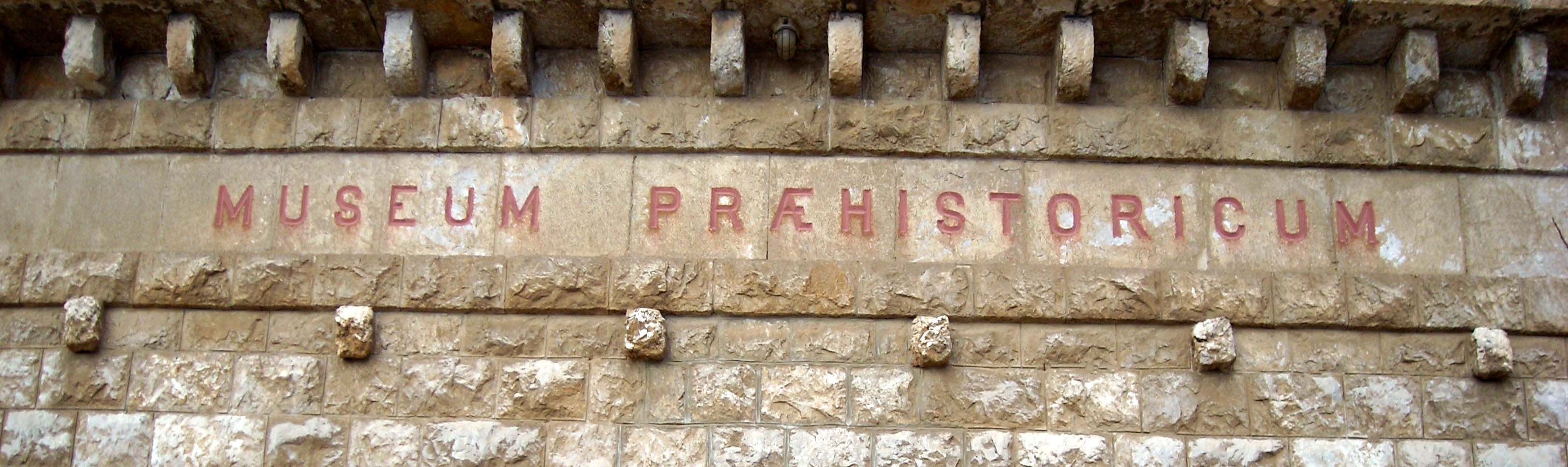
Tekst op het "Oude museum"
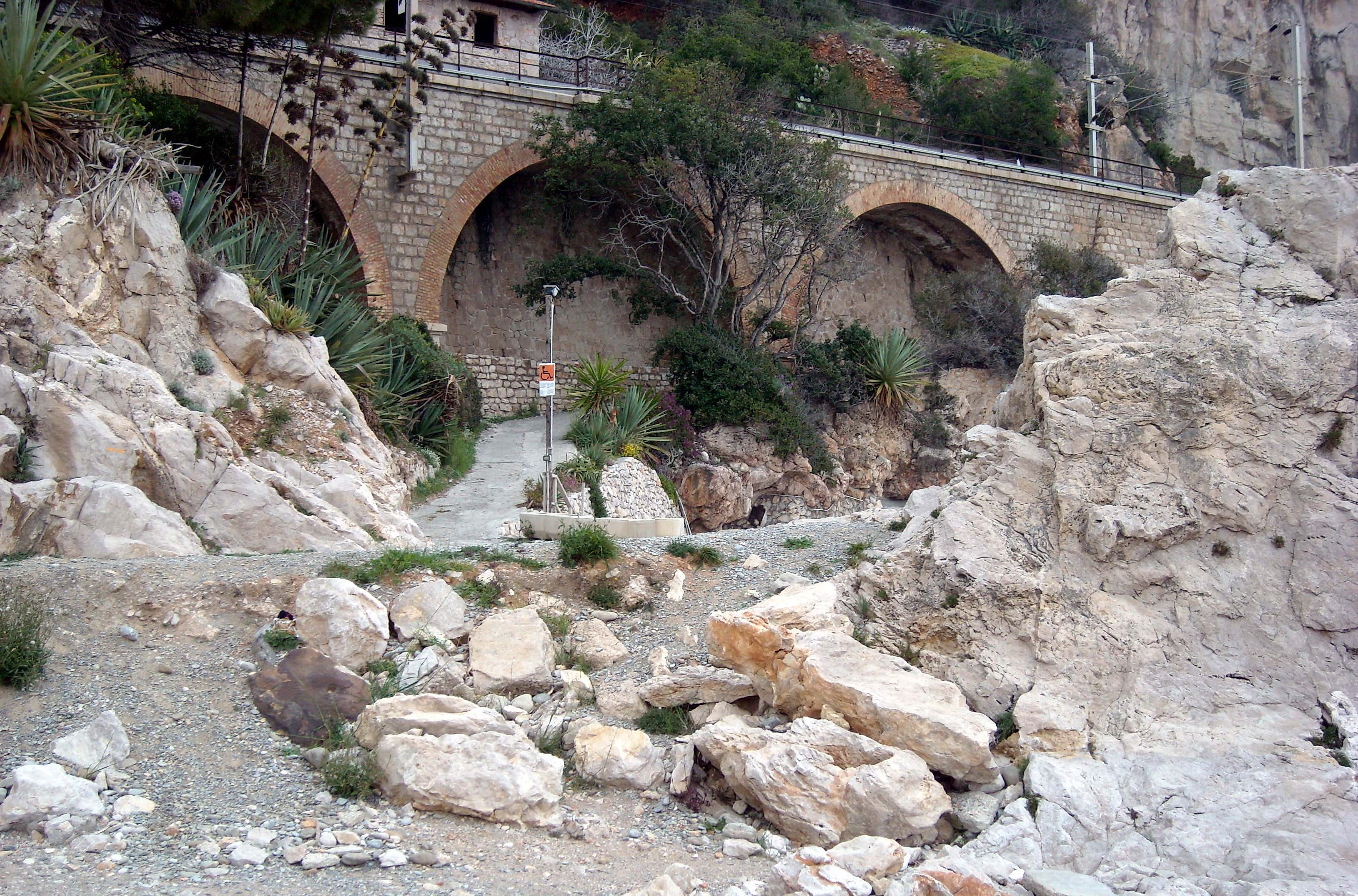
Resten van de Via Julia Augusta
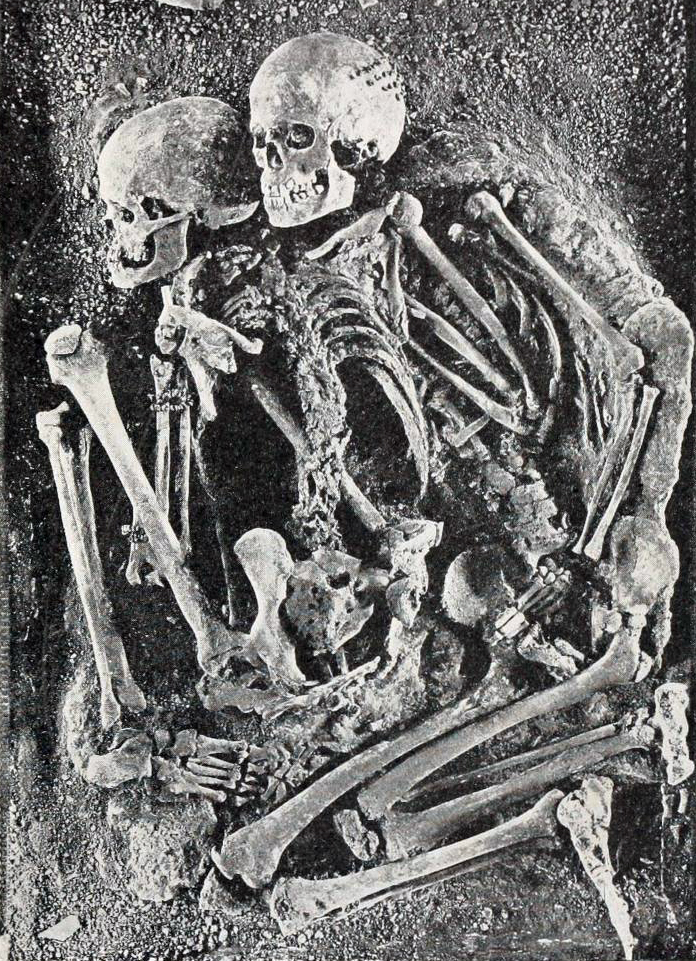
de Grimaldi-mensen